# Bockbord

Bockbord av furu från 1600-talet.

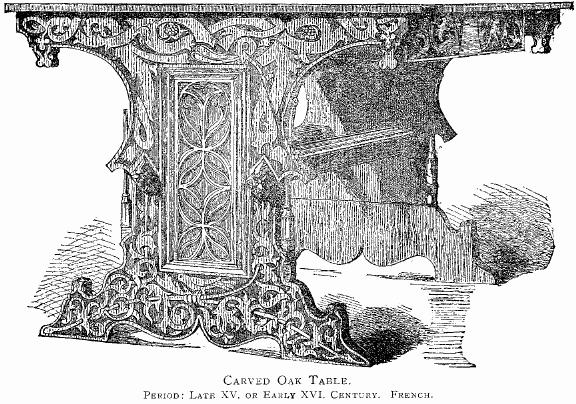
Bockbord av ek med bland annat karvsnittsdekoration

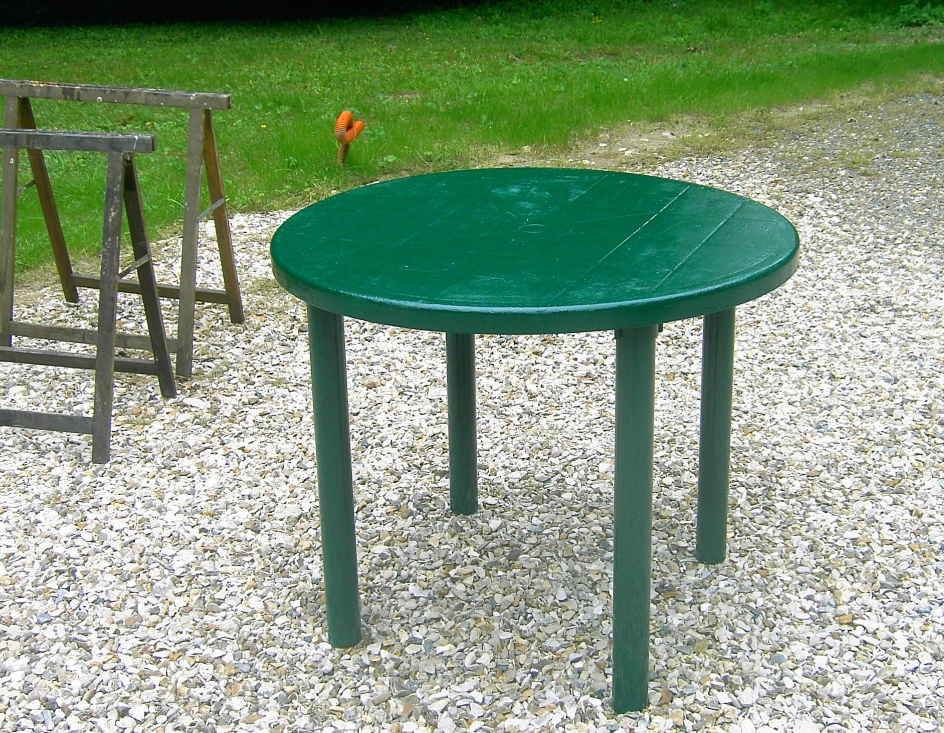
Fristående bockar utan bordsskiva (uppe till vänster).

Ett bockbord består av en bordsskiva lagd över ett par benbockar. Det finns två huvudtyper av bockar som brukar användas. De som används på den övre bilden kallas ståndare och består av två av grov plank tillverkade ben som förbinds och stabiliseras med en bjälke. Bockbord med ståndare betraktas i svensk möbelkultur ofta som en typisk allmogemöbel. Bockbord med ståndare hade en renässans på 1970-talet då de tillverkades i grov furu och klarlackades.
Den andra varianten har fristående, ofta hopfällbara, bockar. Ett par sådana bockar (utan skiva) syns uppe till vänster på den undre bilden. Skivan är sällan förankrad i bockarna. Denna typ av bord tar därför liten plats att förvara isärtagna och med hopfällda bockar, men det kan vara svårt att få dem att stå stadigt med bordsskivan i våg. De används därför mestadels på tillfälliga tillställningar och fester eller som extrabord vid till exempel tapetsering (tapetbord).